# 鲁埃格地区索沃泰尔
鲁埃格地区索沃泰尔（法語：Sauveterre-de-Rouergue，法語發音：[sovtɛʁ də ʁwɛʁɡ]），或纯音译作索沃泰尔德鲁埃格，是法国阿韦龙省的一个市镇，属于罗德兹区。该市镇2009年时的人口为777人。

## 人口
鲁埃格地区索沃泰尔人口变化图示
| 数据来源：INSEE |